# 沖縄決戦 (漫画)
『沖縄決戦』（おきなわけっせん）は、新里堅進による日本の漫画。太平洋戦争（大東亜戦争）末期の沖縄戦をテーマに制作された作品、1978年月刊沖縄社で発表されたものを、再編集し1985年にほるぷ出版より、「ほるぷ平和漫画シリーズ」第23作目として出版された。

## ストーリー

### アイスバーグ作戦
昭和19年（1941年）3月ワシントンDCのポートマック空軍基地でニミッツ提督がアーネスト・キング海軍元帥を訪ねる。そして、ニミッツ海軍大将はキング元帥から統合参謀本部会議の結果を聞く。その結果、台湾を攻略して、中国に上陸する案が中止された。しかし、12月にフィリピンを攻略し、1945年2月に硫黄島を確保する作戦は続行になる。台湾の代わりに、沖縄を攻略する作戦を聞く。
フィリピン攻略はダグラス・マッカーサー陸軍元帥が担当し、ニミッツが太平洋南西諸島から沖縄を攻略する作戦の責任者に任命される。そして、沖縄攻略作戦は日本軍国主義という大きな氷山を突き崩すキーポイントとして、キング大将より、アイスバーグ作戦と命名された。
キング海軍元帥より、1945年3月まで沖縄を占領せよとの命令を受けたニミッツ提督は、ハワイの基地に戻りアイスバーグ作戦の準備に着手する。

### 10・10空襲
昭和19年10月10日午前7時頃から、沖縄県那覇市が米軍の空襲を受ける。マーク・ミッチャー中将の機動部隊から発進した艦載機が那覇市の軍港や飛行場などの軍事施設を攻撃した。午後からは米軍は那覇市内を攻撃し、住民約800人、軍人約200人の死傷者を出した。日本の高射砲による反撃もあったが、嘉手納飛行場の戦闘機1個中隊は米軍の攻撃で破壊され、米軍機の迎撃をすることができなかった。
この空襲は、マッカーサー元帥のフィリピン上陸作戦のために、九州、沖縄、台湾の航空基地を攻撃する作戦の一環であった。
那覇市の90パーセントの5万人が焼け出され、空襲の被災者は県外や沖縄本島北部へ避難することになる。

### 米艦隊，迫る
昭和19年10月13日、マッカーサー元帥の軍団がレイテ島に上陸する。山下奉文大将の第14方面軍が迎え撃つが敗北する。次に、昭和20年2月19日ホーランド・スミス少将の海兵隊師団7万5千が硫黄島に上陸する。3月17日、栗林忠道中将が玉砕して硫黄島が陥落する。その日に、ミッチャー提督の第58機動部隊はウルシーから進路を沖縄方面に向けた。さらに、レイモンド・スプルーアンス提督の第5艦隊の空母40隻、戦艦18隻、駆逐艦200隻と陸軍の艦船を合わせて1300隻近く、またバックナー中将の第10軍の直接戦闘部隊が18万2千、と陸・海の予備兵、戦闘支援部隊を含め55万の兵員が沖縄に迫る。
ミッチャー提督の第58機動部隊が3月23日に沖縄南方海上に到着して、沖縄の空襲を始める。3月24日早朝には、沖縄本島南部沿岸を守備していた日本軍日本軍はアメリカ軍の大艦隊を目撃する。3月26日、早朝米軍の第77歩兵師団が慶良間列島に上陸を開始する。日本軍からの反撃はなかった。

### Love Day
昭和20年4月1日、午前7時20分米艦隊隊の艦砲射撃が始まり、午前8時に水陸両用戦車で沖縄本島の上陸が開始された。上陸部隊の第一波は渡具知、水釜海岸に上陸する。日本軍の反撃はなく、午前10時米第7歩兵師団の先発隊が嘉手納飛行場、海兵隊が読谷飛行場を占領する。バックナー中将は、日本軍の反撃なしとの報告を受け、ウシジマがとてつもない作戦を立てているかもしれないと恐れる。
首里城地下の沖縄守備軍司令部は、米軍の平文の無線を傍受する。牛島満軍司令官と長勇参謀長は、平文の電報を読んで、バックナーが日本軍の沈黙に相当慌てていると笑う。
比謝川北方の青柳連隊と島袋の賀谷支隊(独立歩兵第12大隊)が米軍に反撃を開始する。賀谷支隊隊長の賀谷與吉中佐は、敵が渡具知、水釜方面に上陸しつつあることを報告し、「兵力およそ船7分に海が3分」と報告する。

### 「大和」の海上特攻
4月6日に菊水1号作戦が発動され、戦艦大和を旗艦とする8隻の海上特攻隊が瀬戸内海の徳山港から、沖縄を目指して南下する。大和ら8隻は豊後水道を抜けた直後に、米潜水艦に発見される。4月7日、14時23分に沖縄から丸一日の航程の地点で、米軍機の波状攻撃により僚艦4隻と共に沈没する。

### 太郎の決起
4月4日北谷村で井戸水を汲みに来た宮城太郎は2名の米軍兵士に遭遇する。空手で抵抗の意思表示をするが捕虜になる。宮城は英語が話せることを見込まれ、北谷村浜辺のキャンプに連行される。そこでヘンリー中尉に出会う、宮城はヘンリー中尉より、民間人を救うための説得係を頼まれる。
3日後、民間人が立てこもる壕に投降を呼びかける。宮城が必死で沖縄の方言で説得したことにより、住民が投降することになる。この時、宮城は沖縄人を一人でも多く戦火から守ろうと決意する。

#### 菊水作戦
4月1日米軍は無傷で嘉手納飛行場を占領した。大本営は飛行場奪回を命じ、32軍はしぶしぶ持久戦をやめて、攻勢にでることになる。陸・海・空で反撃(菊水作戦)を行い、神風特別攻撃隊がその主役を演じた。4月6日、7日、8日に特攻機が鹿屋基地を飛び立つ。
沖縄戦では1900機が特攻作戦で海上に散る。米海軍は撤退も考えるほど衝撃を受ける。

### 北部の戦い
ガイガー将軍の率いる、第3海兵軍団が、北飛行場と中飛行場を占領する。4月3二飛には恩納村と石川を結ぶ地点である仲泊に到達する。
この一帯ににいた岩波大尉の第4遊撃隊がゲリラ戦などで進撃を遅らせた。4月7日にガイガー将軍は名護の町を占領する。

## 主な登場人物

### 日本軍

#### 第32軍首脳
牛島満(うしじま みつる)中将
第32軍の軍司令官。1945年(昭和20年)6月23日に摩文仁岳壕内で、長参謀長と共に自決する。
長勇(ちょう いさむ)中将
第32軍の参謀長、攻勢を主張し八原大佐と対立する。作戦中も飲酒をしている豪傑。牛島軍司令官と共に自決する。
八原博通(やはら ひろみち)大佐
第32軍の高級参謀、慎重論を展開し、5月4日の日本軍の攻勢の作戦については反対する。南部へ撤退し新たな防衛線で米軍に出血を強要すべきであると、牛島と長に意見具申した。

### 独立歩兵第12大隊
賀谷與吉(かや よきち)中佐
独立歩兵第12大隊(賀谷支隊)の隊長、支那事変からの古兵を率いた戦闘経験が豊富な指揮官。沖縄戦の全期間を通じて、絶えず激戦地を転戦する。最後に5名の部下と共に摩文仁で玉砕する。
金城勇一(きんじょう ゆういち)
県立師範男子部、本科3年生、独立歩兵第12大隊所属の鉄血勤皇隊の切込隊の一員。小隊は25名だったが、6名が最後に生き残る。金城はその一人。遊撃戦などで、爆雷による戦車の攻撃などで活躍する。賀谷中佐にかわいがられるが、賀谷中佐より鉄血勤皇隊の解散を命じられる。米軍の包囲を突破して国頭へ行き、遊撃戦をせよとの命令を実行している間に、戦友の山城を病で失う。
山口上等兵
独立歩兵第12大隊の最後の生き残りの一人。東京の大学の学生だったが学徒出陣で出兵する。摩文仁で賀谷中佐と共に万歳突撃をして玉砕する。
竹下兵長　
独立歩兵第12大隊の最後の生き残りの一人。摩文仁の壕で、米軍に投降しようとする民間人の女性を射殺する。最後に、賀谷中佐と共に玉砕する。
井手少尉
独立歩兵第12大隊の生き残り、摩文仁で賀谷中佐と共に玉砕する。
田中軍曹
独立歩兵第12大隊の生き残り、摩文仁で賀谷中佐と共に玉砕する。

#### その他
赤松嘉次(あかまつ よしつぐ)大尉
慶良間列島渡嘉敷島の陸軍守備隊長で住民に自決を命じたとされる人物
井川少佐　
伊江島地区守備隊の隊長。支那事変の勇士である。住民で編成した防衛隊、少年義勇兵らと十に、4月16日に上陸した米軍に対して島を守り通した。伊江島の城山戦闘指揮所で4月22日に自決する。
上野貞臣(うえの さだおみ）大佐
第62師団の参謀長、第32軍軍令部の作戦会議で、長参謀長らの南部への撤退方針に唯一反対した参謀
伊東孝一(いとう こういち)大尉
第24師団、歩兵第32連隊の大隊長、攻勢で唯一陣地を奪還した大隊長。しかし、米第7師団と米第77師団に包囲されて撤退する。
大田実(おおた みのる）少将
海軍部隊の司令官、小禄の戦いで自決する。

### 米軍
アーネスト・キング海軍元帥
ワシントン統合参謀本部より、1945年3月までの沖縄攻略の命令を受け、ニミッツに命令を伝えた海軍元帥。1944年(昭和19年)3月ワシントンポートマック空軍基地でニミッツ海軍元帥と会談する。ニミッツに台湾攻略と中国上陸の作戦は中止して、沖縄上陸作戦を提案する。キング海軍元帥は沖縄攻略作戦をアイスバーグ作戦と命名する。
チェスター・ニミッツ海軍大将
キングからの命令を受け、ハワイでアイスバーグ作戦を立案した人物。上陸軍の指揮官に第五艦隊のレイモンド・スプルーアンス海軍中将と上陸部隊はバックナーを推薦する。
サイモン・バックナー陸軍中将
第10軍の司令官、第10軍を率いて沖縄戦の指揮を執る。沖縄上陸前に砲術の大家である牛島中将の作戦を恐れている。沖縄戦を有利に進め勝利を手中に収めようとしていた6月18日、真栄里の第2海兵師団第8海兵連隊の前線観測所に立ち寄った時、日本軍の放った大砲の砲弾の破片に当たり戦死する。
イーズリー准将
米第96歩兵師団・副師団長であった。沖縄戦終結直前、日本軍の機関銃により戦死する。
マーフィー中尉
シュガーローフの戦いで戦死した小隊長。その後、部下が小隊に撤退を命じる。　
ヘンリー中尉
捕虜になった宮城太郎を米軍の通訳に任命した人物。壕に籠っている民間人を救うために、捕虜になった宮城太郎に手助けを依頼する。

### 民間人
宮城太郎(みやぎ たろう、カラテタラー)
読谷村出身の青年。井戸の水を汲みに来ている時にに米軍に捕まり米軍の捕虜になる。しかし、英語を話せるので、米軍の通訳になる。ヘンリー中尉より壕に籠っている民間人を助けてて欲しいと依頼を受けて、米軍の協力をするようになる。沖縄の言葉で話せることで民間人を説得する。摩文仁の壕で賀谷中佐に出会う。宮城は賀谷中佐らを救おうとするが、賀谷中佐は万歳突撃をして玉砕する。
アーニー・パイル
従軍記者、伊江島の戦いで戦闘に巻き込まれ戦死する。

## 書誌情報
- 新里堅進 『沖縄決戦』 ほるぶ出版〈ほるぷ平和マンガシリーズ〉
  1. 1985年3月20日発売 ISBN 4-593-53125-X